# Матч СРСР — США з легкої атлетики 1958
Матч СРСР — США з легкої атлетики 1958 був проведений 27-28 липня в Москві на стадіоні імені Леніна.
Траса спортивної ходьби на 20 кілометрів була прокладена вулицями міста зі стартом та фінішем на стадіоні.

## Результати

### Чоловіки
| Місце | Атлет           | Результат |
| ----- | --------------- | --------- |
| 1     | Айра Мерчісон   | 10,2      |
| 2     | Ед Коллімор     | 10,2      |
| 3     | Леонід Бартенєв | 10,4      |
| 4     | Юрій Коновалов  | 10,4      |

| Місце | Атлет           | Результат |
| ----- | --------------- | --------- |
| 1     | Ед Коллімор     | 21,3      |
| 2     | Юрій Коновалов  | 21,4      |
| 3     | Леонід Бартенєв | 21,8      |
| 4     | Джеймс Сегрест  | 21,9      |

| Місце | Атлет               | Результат |
| ----- | ------------------- | --------- |
| 1     | Гленн Девіс         | 45,6      |
| 2     | Едді Саутерн        | 47,3      |
| 3     | Валентин Рахманов   | 47,5      |
| 4     | Михайло Нікольський | 48,0      |

| Місце | Атлет           | Результат |
| ----- | --------------- | --------- |
| 1     | Том Кортні      | 1.48,8    |
| 2     | Георгій Говоров | 1.50,4    |
| 3     | Пеетер Варрак   | 1.50,4    |
| 4     | Майкл Пік       | 1.51,4    |

| Місце | Атлет          | Результат |
| ----- | -------------- | --------- |
| 1     | Джім Грелл     | 3.46,7    |
| 2     | Йонас Піпіне   | 3.47,3    |
| 3     | Ед Моран       | 3.47,7    |
| 4     | Віктор Валявко | 3.51,2    |

| Місце | Атлет            | Результат |
| ----- | ---------------- | --------- |
| 1     | Губерт Пярнаківі | 14.28,4   |
| 2     | Білл Деллінджер  | 14.28,4   |
| 3     | Макс Трукс       | 14.32,0   |
| 4     | Петро Болотников | 14.43,4   |

| Місце | Атлет              | Результат |
| ----- | ------------------ | --------- |
| 1     | Євген Жуков        | 29.59,8   |
| 2     | Олексій Десятчиков | 30.20,4   |
| 3     | Джеррі Смартт      | 31.11,4   |
| 4     | Гордон Маккензі    | DNF       |

| Місце | Атлет             | Результат |
| ----- | ----------------- | --------- |
| 1     | Ансел Робінсон    | 13,9      |
| 2     | Гейс Джонс        | 14,0      |
| 3     | Анатолій Михайлов | 14,2      |
| 4     | Юрій Петров       | 14,5      |

| Місце | Атлет          | Результат |
| ----- | -------------- | --------- |
| 1     | Гленн Девіс    | 50,4      |
| 2     | Джошуа Калбрет | 50,7      |
| 3     | Юрій Літуєв    | 51,3      |
| 4     | Анатолій Юлін  | 51,4      |

| Місце | Атлет             | Результат |
| ----- | ----------------- | --------- |
| 1     | Семен Ржищин      | 8.42,0    |
| 2     | Філ Коулмен       | 8.47,6    |
| 3     | Сергій Пономарьов | 8.49,0    |
| 4     | Чарльз Джонс      | 9.39,4    |

| Місце | Команда                                                        | Результат |
| ----- | -------------------------------------------------------------- | --------- |
| 1     | США Айра Мерчісон Айра Девіс Джеймс Сегрест Ед Коллімор        | 39,6      |
| 2     | СРСР Борис Токарев Едвін Озолін Юрій Коновалов Леонід Бартенєв | 40,3      |

| Місце | Команда                                                                     | Результат |
| ----- | --------------------------------------------------------------------------- | --------- |
| 1     | США Джек Єрман Том Кортні Едді Саутерн Гленн Девіс                          | 3.07,0    |
| 2     | СРСР Михайло Нікольський Валентин Рахманов Абрам Кривошеєв Костянтин Грачов | 3.11,7    |

| Місце | Атлет         | Результат |
| ----- | ------------- | --------- |
| 1     | Леонід Спірін | 1:33.43,2 |
| 2     | Валентин Гук  | 1:35.06,2 |
| 3     | Джеймс Г'юсон | 1:41.15,2 |
| 4     | Рональд Лейрд | 1:49.06,0 |

| Місце | Атлет         | Результат |
| ----- | ------------- | --------- |
| 1     | Юрій Степанов | 2,12      |
| 2     | Ігор Кашкаров | 2,03      |
| 3     | Чарльз Думас  | 2,03      |
| 4     | Пол Штубер    | 2,03      |

| Місце | Атлет             | Результат |
| ----- | ----------------- | --------- |
| 1     | Володимир Булатов | 4,50      |
| 2     | Рон Морріс        | 4,40      |
| 3     | Віталій Чорнобай  | 4,30      |
| 4     | Джим Брюер        | 4,30      |

| Місце | Атлет             | Результат |
| ----- | ----------------- | --------- |
| 1     | Ерні Шелбі        | 7,94      |
| 2     | Ігор Тер-Ованесян | 7,76      |
| 3     | Вільям Джексон    | 7,49      |
| 4     | Олег Федосеєв     | 7,38      |

| Місце | Атлет           | Результат |
| ----- | --------------- | --------- |
| 1     | Олег Ряховський | 16,59 WR  |
| 2     | Вітольд Креєр   | 16,30     |
| 3     | Кент Флерке     | 15,51     |
| 4     | Айра Девіс      | 15,35     |

| Місце | Атлет             | Результат |
| ----- | ----------------- | --------- |
| 1     | Перрі О'Браєн     | 19,14     |
| 2     | Даллас Лонг       | 17,77     |
| 3     | Володимир Лощилов | 16,98     |
| 4     | Віктор Ліпсніс    | 16,70     |

| Місце | Атлет               | Результат |
| ----- | ------------------- | --------- |
| 1     | Рінк Бабка          | 57,00     |
| 2     | Ел Ортер            | 56,37     |
| 3     | Володимир Трусеньов | 52,23     |
| 4     | Кім Буханцов        | 51,02     |

| Місце | Атлет               | Результат |
| ----- | ------------------- | --------- |
| 1     | Гарольд Конноллі    | 67,48     |
| 2     | Альберт Голл        | 64,94     |
| 3     | Анатолій Самоцветов | 64,65     |
| 4     | Михайло Кривоносов  | 62,47     |

| Місце | Атлет              | Результат |
| ----- | ------------------ | --------- |
| 1     | Володимир Кузнецов | 74,67     |
| 2     | Чарльз Валлман     | 74,49     |
| 3     | Ел Кантелло        | 72,71     |
| 4     | Бад Гелд           | 72,37     |

| Місце | Атлет           | Результат |
| ----- | --------------- | --------- |
| 1     | Рейфер Джонсон  | 8302 WR   |
| 2     | Василь Кузнецов | 7865      |
| 3     | Девід Едстрем   | 7399      |
| 4     | Юрій Кутенко    | 7297      |

### Жінки
| Місце | Атлетка              | Результат |
| ----- | -------------------- | --------- |
| 1     | Барбара Джонс        | 11,6      |
| 2     | Віра Крепкіна        | 11,6      |
| 3     | Ізабелл Деніелс      | 11,6      |
| 4     | Валентина Масловська | 11,9      |

| Місце | Атлетка         | Результат |
| ----- | --------------- | --------- |
| 1     | Люсінда Вільямс | 24,4      |
| 2     | Марія Іткіна    | 24,4      |
| 3     | Ізабелл Деніелс | 24,5      |
| 4     | Віра Забеліна   | 24,7      |

| Місце | Атлетка             | Результат |
| ----- | ------------------- | --------- |
| 1     | Єлизавета Єрмолаєва | 2.11,8    |
| 2     | Віра Муханова       | 2.11,9    |
| 3     | Лілліан Грін        | 2.19,4    |
| 4     | Флоренс Мак-Ардл    | 2.24,9    |

| Місце | Атлетка          | Результат |
| ----- | ---------------- | --------- |
| 1     | Галина Бистрова  | 10,8      |
| 2     | Неллі Елісеєва   | 11,2      |
| 3     | Лоретта Фоулі    | 11,9      |
| 4     | Доріс Мак-Каффрі | 12,0      |

| Місце | Команда                                                           | Результат |
| ----- | ----------------------------------------------------------------- | --------- |
| 1     | США Ізабелл Деніелс Люсінда Вільямс Маргарет Метьюз Барбара Джонс | 44,8      |
| 2     | СРСР Віра Крепкіна Валентина Масловська Лінда Кепп Нонна Полякова | 45,4      |

| Місце | Атлетка       | Результат |
| ----- | ------------- | --------- |
| 1     | Таїсія Ченчик | 1,65      |
| 2     | Галина Доля   | 1,65      |
| 3     | Барбара Браун | 1,55      |
| 4     | Вернеда Томас | 1,55      |

| Місце | Атлетка         | Результат |
| ----- | --------------- | --------- |
| 1     | Аїда Чуйко      | 5,95      |
| 2     | Ніна Казьміна   | 5,85      |
| 3     | Енні Сміт       | 5,83      |
| 4     | Маргарет Метьюз | 5,70      |

| Місце | Атлетка       | Результат |
| ----- | ------------- | --------- |
| 1     | Ерлін Браун   | 16,54     |
| 2     | Галина Зибіна | 16,14     |
| 3     | Тамара Пресс  | 15,94     |
| 4     | Шерон Шепард  | 13,61     |

| Місце | Атлетка             | Результат |
| ----- | ------------------- | --------- |
| 1     | Ніна Пономарьова    | 51,84     |
| 2     | Ерлін Браун         | 49,41     |
| 3     | Антоніна Золотухіна | 48,43     |
| 4     | Марджорі Ларні      | 42,20     |

| Місце | Атлетка            | Результат |
| ----- | ------------------ | --------- |
| 1     | Біруте Залогайтіте | 50,16     |
| 2     | Тамара Цветкова    | 49,38     |
| 3     | Марджорі Ларні     | 48,53     |
| 4     | Амелія Версговен   | 47,23     |

## Командний залік
|                 | СРСР | США |
| --------------- | ---- | --- |
| Чоловіки        | 109  | 126 |
| Жінки           | 63   | 44  |
| Загальний залік | 172  | 170 |

## Відео
- Розширений відеозвіт про матч (рос.)